# Vienna Film Commission
Die Vienna Film Commission ist die zentrale Service- und Anlaufstelle für Dreharbeiten in Wien. Als Einrichtung der Stadt unterstützt sie nationale und internationale Filmproduktionen bei Dreharbeiten in Wien. Der Service steht für Spielfilme, Dokumentarfilme, Dokumentationen, Studentenfilme und Werbungen kostenfrei zur Verfügung.

## Geschichte
Die Vienna Film Commission wurde auf Initiative des Kulturamts der Stadt Wien (MA 7), des Filmfonds Wien, des WienTourismus, der Wirtschaftsagentur Wien, der Wirtschaftskammer Wien (WK Wien), sowie des Presse- und Informationsdienstes (PID) der Stadt Wien ins Leben gerufen und im Februar 2009 als gemeinnützige GmbH gegründet. Seit Juli 2009 befindet sich ihr Büro im Media Quarter Marx, im dritten Wiener Gemeindebezirk.

## Aufgaben
Die Vienna Film Commission koordiniert Kommunikationsabläufe zwischen der Stadtverwaltung (Magistrat der Stadt Wien) und der Filmbranche, insbesondere bei der Erteilung von Drehgenehmigungen. Sie fungiert als Mediatorin unterstützt bei der Suche nach geeigneten Motiven und Servicepartnern in der Branche. Darüber hinaus betreibt sie Lobbying für den Film und bewirbt Wien international als Dreh- und Produktionsstandort für Filme mit dem Ziel, nachhaltige Effekte für die Filmbranche vor Ort zu erreichen.

## Struktur
Finanzierungspartner der Vienna Film Commission sind die Kulturabteilung der Stadt Wien (MA7), der Filmfonds Wien, der Wien Tourismus, die Wirtschaftsagentur Wien und die Wirtschaftskammer Wien.
Das Team besteht aus fünf Personen. Geschäftsführerin ist Marijana Stoisits.
Marijana Stoisits ist Mitglied der European Film Academy und stellvertretende Vorsitzende im Board of Directors der Association of Film Commissioners International (AFCI).
Der „Vienna Film Board“ fungiert als beratender Beirat und besteht aus Vertretern der fünf Finanzierungspartner.

## Internationale Produktionen in Wien
- Mission: Impossible – Rogue Nation (USA 2014)
- Woman in Gold (USA/UK, 2014)
- Ae Dil Hai Mushkil (India 2015)
- Rush (USA/UK, 2013)
- Let me go (UK 2016)
- Covert Affairs, NBC (USA 2013)
- The Grimm, NBC (USA, 2013)
- Em Familia (Brazil, 2013)
- The Best Offer (Italy, 2012)
- A beautiful Affair (Philippines, 2012)
- 360 (UK/US/A 2011)
- First Love (Egypt, 2011)
- A Dangerous Method (USA/UK, 2011)
- Pillars of the Earth (USA, 2010)
- Namo Venkatesa (India, 2009)
- The Piano Teacher (France, 2001)
- The Three Musketeers (USA, 1993)
- Before Sunrise (USA, 1995)
- James Bond 007 – The Living Daylights (UK, 1987)
- Scorpio (USA, 1973)
- The Third Man (UK, 1949)

## Mitgliedschaften
- European Film Commission Network (EUFCN)[3]
- Association of Film Commissioners International (AFCI)[4]
- Austrian Film Commissions & Funds (AFC&F)[5] ist die Arbeitsgemeinschaft regionaler österreichischer Film Commissions und Förderungen sowie von Filmstandort Austria (FISA)